# پرصورتی‌ها
پرصورتی‌ها (نام علمی: Phoenicoparrus) یک سرده از پرندگان در خانواده بال‌آتشیان است. نخستین بار توسط چارلز لوسین بناپارت در سال ۱۸۵۶ بنانهاده شد. این سرده شامل دو گونه است.
| نگاره | نام علمی               | نام رایج       | پراکندگی                                   |
| ----- | ---------------------- | -------------- | ------------------------------------------ |
|       | Phoenicoparrus andinus | فلامینگوی آندی | جنوب پرو تا شمال غربی آرژانتین و شمال شیلی |
| <     | Phoenicoparrus jamesi  | فلامینگوی جیمز | پرو، شیلی، بولیوی و آرژانتین               |